# Padena ou le Soir de ce jour-là
Pour plus de détails, voir Fiche technique et Distribution.
Padena ou le Soir de ce jour-là est un téléfilm français réalisé par Alain Magrou avec Philippe Léotard, diffusé en 1974.

## Fiche technique
- Réalisateur : Alain Magrou
- Scénariste : Alain Magrou
- Musique: François de Roubaix
- Directeur de la photographie : André Dumaître
- Société de production : ORTF
- Langue : français
- Genre : Film dramatique
- Durée : 56 minutes
- Date de sortie : 
  - France : 3 septembre 1974 sur la 3ème chaîne[1]

## Distribution
- Philippe Léotard : Gilles
- Claude Evrard : François
- Danielle Croisy : Rose-Marie
- Richard Martin : Nicolas
- Gabriel Monnet : Forlins
- Tania Sourseva : la voisine